# Некрасовська сільська рада (Совєтський район)
Некра́совська сільська́ ра́да — адміністративно-територіальна одиниця та орган місцевого самоврядування в Совєтському районі Автономної Республіки Крим. Адміністративний центр — село Некрасовка.

## Загальні відомості
- Населення ради: 2 186 осіб (станом на 2001 рік)

## Населені пункти
Сільській раді підпорядковані населені пункти:
- с. Некрасовка
- с. Октябрське

### Колишні населенні пункти
- с. Барсове, 28 листопада 2012 року зняте з обліку

## Склад ради
Рада складається з 16 депутатів та голови.
- Голова ради: Яковенко Любов Олексіївна
- Секретар ради: Макайда Надія Валентинівна

### Керівний склад попередніх скликань
| Прізвище, ім'я, по батькові | Основні відомості                                                         | Дата обрання | Дата звільнення |
| --------------------------- | ------------------------------------------------------------------------- | ------------ | --------------- |
| Яковенко Любов Олексіївна   | Сільський голова, 1965 року народження, освіта вища, член Партії регіонів | 26.03.2006   | 31.10.2010      |
| Яковенко Любов Олексіївна   | Сільський голова, 1965 року народження, освіта вища, член Партії регіонів | 31.10.2010   |                 |

Примітка: таблиця складена за даними сайту Верховної Ради України

### Депутати
За результатами місцевих виборів 2010 року депутатами ради стали:

#### За суб'єктами висування
| Суб'єкт висування                 | Кількість обраних депутатів | %    |
| --------------------------------- | --------------------------- | ---- |
| Партія регіонів                   | 11                          | 68,8 |
| Політична партія «Руська Єдність» | 5                           | 31,3 |

#### За округами
| № округу                          | Прізвище, ім'я, по батькові     | Дата визнання обраним | Освіта             | Партійна приналежність                  | Відомості про обраного депутата                |
| --------------------------------- | ------------------------------- | --------------------- | ------------------ | --------------------------------------- | ---------------------------------------------- |
| Партія регіонів                   |                                 |                       |                    |                                         |                                                |
| 2                                 | Тома Еміна Емірсеіновна         | 05.11.2010            | вища               | член Партії регіонів                    | Некрасовська загальноосвітня школа, вчитель    |
| 3                                 | Грачова Тетяна Опанасівна       | 05.11.2010            | вища               | член Партії регіонів                    | Некрасовська загальноосвітня школа, вчитель    |
| 4                                 | Желєзна Світлана Миколаївна     | 05.11.2010            | вища               | член Партії регіонів                    | Некрасовська загальноосвітня школа, вчитель    |
| 7                                 | Макайда Андрій Володимирович    | 05.11.2010            | вища               | позапартійний                           | тимчасово не працює                            |
| 8                                 | Макайда Надія Валентинівна      | 05.11.2010            | вища               | позапартійна                            | Некрасовська сільська рада, секретар           |
| 9                                 | Чубатий Микола Миколайович      | 16.11.2010            | незакінчена вища   | член Партії регіонів                    | Некрасовський будинок культури, директор       |
| 10                                | Забродько Ольга Федорівна       | 05.11.2010            | середня            | член Партії регіонів                    | Некрасовська сільська рада, прибиральниця      |
| 11                                | Каракін Вадим Юрійович          | 05.11.2010            | середня спеціальна | член Партії регіонів                    | Октябрська загальноосвітня школа, завгосп      |
| 12                                | Бражнікова Ольга Володимирівна  | 05.11.2010            | середня спеціальна | член Партії регіонів                    | тимчасово не працює                            |
| 13                                | Савенков Генадій Іванович       | 05.11.2010            | вища               | позапартійний                           | ЧП «Кордік», робочий                           |
| 16                                | Пось Олена Вікторівна           | 05.11.2010            | вища               | позапартійна                            | СВК «Таврія», гл. бухгалтер                    |
| Політична партія «Руська Єдність» |                                 |                       |                    |                                         |                                                |
| 1                                 | Токарева Світлана Володимирівна | 05.11.2010            | середня            | член Політичної партії «Руська Єдність» | поштове відділення зв'язку, начальник          |
| 5                                 | Малиш Ольга Петрівна            | 05.11.2010            | вища               | член Політичної партії «Руська Єдність» | Некрасовська загальноосвітня школа, вихователь |
| 6                                 | Новожилов Олександр Іванович    | 05.11.2010            | середня            | член Політичної партії «Руська Єдність» | СТОВ «Злагода», механізатор                    |
| 14                                | Кульова Олена Леонтіївна        | 05.11.2010            | вища               | член Політичної партії «Руська Єдність» | магазин, завідувачка                           |
| 15                                | Матківська Тамара Михайлівна    | 05.11.2010            | середня спеціальна | член Політичної партії «Руська Єдність» | ПП «Степанов», зав. складом                    |